# رسلمانیا ۱۹
رِسِلمانیا ۱۹ (به انگلیسی: WrestleMania 19 یا WrestleMania XIX) نوزدهمین دوره از رویداد غیر رایگان (Pay-Per-View) رسلمانیا می‌باشد که توسط کمپانی دبلیودبلیوئی برای برَندهای راو و اسمکدان تهیه می‌شود و این دوره اش هم در ۳۰ مارس ۲۰۰۳ در ورزشگاه سافیکو فیلد در شهر سیاتل در ایالت واشینگتن برگزار شد.
این اولین رسلمانیایی بود که بعد از تغییر نام کمپانی (از دبلیو دبلیو اف به دبلیودبلیوئی) برگزار شد.
در مسابقه اصلی برند اسمکدان که مین اونت این رویداد بود، براک لزنر توانست کرت انگل را شکست دهد و کمربند قهرمانی دبلیودبلیوئی را تصاحب کند.
در مسابقه اصلی برند راو، د راک و استون کلد استیو آستین برای سومین بار در یک رسلمانیا با هم مسابقه دادند که راک بعد از انجام سه راک باتم توانست آستین را شکست دهد. این آخرین مسابقه آستین (تا قبل از رسلمانیا ۳۸) بود و بعد از آن به دلیل آسیب دیدگی‌هایی که طی سال‌های قبل برایش اتفاق افتاده بود اعلام بازنشستگی کرد.
در دیگر مسابقات مهم تریپل اچ، بوکرتی را شکست داد تا کمربند سنگین‌وزن جهان را حفظ کند. هالک هوگان توانست آقای مکمن را در یک مسابقه استریت فایت شکست دهد. همچنین شاون مایکلز در یک مسابقه هیجان انگیز کریس جریکو را شکست داد. 

## زمینه‌سازی
رسلمانیا به عنوان بهترین رویداد سالانه دبلیودبلیوئی و نماد این کمپانی معرفی می‌شود؛ چرا که قدیمی‌ترین و دارای بیشترین تعداد برگزاری در تاریخ کشتی حرفه‌ای و در دبلیودبلیوئی از نظر اهمیت برابر سوپر بول در ورزش لیگ فوتبال ملی در کشور آمریکا است. این رویداد شامل مسابقاتی بین دشمنی‌های موجود، ماجراهای پیش آمده و داستان‌هایی خواهد بود که پیش از این در برنامه‌های راو یا اسمک داون پخش شده بود. کشتی‌گیرها با توجه به مسابقات یا سری اتفاقاتی که برایشان رخ می‌دهد، تنش را به حد اکثر می‌رساند و نقش منفی یا قهرمان به خود می‌گیرند.

## نتایج
| # | نتایج | نوع مسابقه | مدت زمان |
| --- | --- | --- | -------- |
| ۱H | چیف مورلی و لنس استورم (c) (با همراهی دادلی بویز) پیروز در مقابل کین و راب ون دم                                 | مسابقه تگ تیم برای قهرمانی کمربند تگ تیم جهان دبلیودبلیوئی | ۷:۰۲     |
| ۲ | مت هاردی (c) (با همراهی شانون مور) پیروز در مقابل ری میستریو                                                     | مسابقه تک نفره برای قهرمانی کمربند سبک وزن دبلیودبلیوئی | ۵:۳۷     |
| ۳ | آندرتیکر پیروز در مقابل بیگ شو و اِ - تِرِین                                                                        | مسابقه هندیکپ | ۹:۴۲     |
| ۴ | تریش استراتوس‌ (c) پیروز در مقابل ویکتوریا (با همراهی استیون ریچاردز و جاز                                        | مسابقه سه نفره برای قهرمانی کمربند زنان دبلیودبلیوئی | ۷:۱۷     |
| ۵ | تیم انگل (شلتون بنجامین و چارلی هاس) (c) پیروز در مقابل کریس بنوا و راینو و تیم لوس گرروس (چاوو گررو و ادی گررو) | مسابقه تگ تیم سه طرفه برای قهرمانی کمربند تگ تین دبلیودبلیوئی | ۸:۴۸     |
| ۶ | شاون مایکلز پیروز در مقابل کریس جریکو                                                                            | مسابقه تک نفره | ۲۲:۳۴    |
| ۷ | تریپل اچ (c) (با همراهی ریک فلر) پیروز در مقابل بوکرتی                                                           | مسابقه تک نفره برای قهرمانی کمربند سنگین وزن جهان دبلیودبلیوئی | ۱۸:۴۵    |
| ۸ | هالک هوگان پیروز در مقابل آقای مکمن                                                                              | مسابقه استریت فایت | ۲۰:۴۷    |
| ۹ | د راک پیروز در مقابل استون کلد استیو آستین                                                                       | مسابقه تک نفره | ۱۷:۵۵    |
| ۱۰ | براک لزنر پیروز در مقابل کرت انگل (c)                                                                            | مسابقه تک نفره برای کمربند قهرمانی دبلیودبلیوئی اگر انگل توسط شمارش داور یا صلب صلاحیت می باخت و یا کسی از طرف او در مسابقه دخالت می کرد، او کمربند را از دست می داد. | ۲۱:۰۷    |
| - (c) – نشان‌دهنده قهرمان(هایی) است که به میدان می‌روند - H – نشان‌دهنده این است که مسابقه پیش از نمایش پولی ان در Sunday Night Heat، پخش شده بود | | |          |